# Papiro Oxirrinco 581
El Papiro Oxirrinco 581 (P. Oxy. 581 o P. Oxy. III 581) es un fragmento de papiro escrito en griego antiguo, que aparentemente registra la venta de una esclava. Fechado el 29 de agosto del año 99, P. Oxy. 581 fue descubierto, junto con cientos de otros papiros, por Bernard Pyne Grenfell y Arthur Surridge Hunt mientras excavaban un antiguo vertedero en Oxirrinco en el Egipto moderno. El contenido del documento fue publicado por el Egypt Exploration Society en 1898, que también aseguró su donación al University College, Dundee, más tarde la Universidad de Dundee, en 1903 - donde todavía se encuentra. El artefacto, que mide 6,3 x 14,7 cm y consta de 17 líneas de texto, representa la conclusión de un documento más largo, aunque el principio del papiro se perdió antes de ser encontrado. P. Oxy. 581 ha recibido una modesta atención académica, la más reciente y completa en una traducción de 2009 del clasicista Amin Benaissa del Lady Margaret Hall, un college de la Universidad de Oxford.
El fragmento probablemente documenta el registro de una venta de esclavos en el agoranomeion de Oxirrinco, una institución cívica romana que se ocupaba del registro y gestión de documentos y la supervisión de los impuestos. P. Oxy. 581 menciona a cuatro individuos; la propia esclava, probablemente una niña de ocho años; el comprador no identificado, para quien se está registrando la transacción; Demas, hermano del comprador así como el anterior propietario de la esclava y Cecilio Clemente, un notario no especificado que también está relacionado con otros cuatro Papiros de Oxirrinco que datan de los años 86/100. Una «omisión inadvertida de escribano», en la que el valor declarado de 3.000 dracmas de bronce, moneda en gran parte obsoleta, no se convirtió en su equivalente en plata, se considera un error inusual y ha servido para distinguir el documento.

## Antecedentes y descripción
Los Papiros de Oxirrinco son una colección de raros fragmentos de papiro descubiertos en un antiguo vertedero en Oxirrinco, el actual Egipto. El sitio fue excavado desde 1896 hasta 1907 por los papirólogos Bernard Pyne Grenfell y Arthur Surridge Hunt en nombre de la rama grecorromana del Egypt Exploration Society, que posteriormente publicó el contenido de los descubrimientos y los donó a instituciones de apoyo de todo el mundo. Aparte de una minoría de importantes fragmentos literarios bíblicos y clásicos, la gran mayoría de la colección está compuesta por correspondencia relativa a los ciudadanos privados de Oxirrinco tanto durante el reino Ptolemaico (305 a. C.-30 a. C.) como durante la sucesiva administración romana (32 a. C.-648 d. C.).
P. Oxy. 581 fue escrito en griego antiguo, como la mayor parte de la colección, el 29 de agosto del año 99, y fue publicado por primera vez en el volumen III del catálogo del Egypt Exploration Society de 1898. Con unas medidas de 6,3 x 14 cm, el documento «más bien reducido», consta de 17 líneas y se considera completo en los lados izquierdo, inferior y derecho, pero está fracturado en la parte superior; el fragmento es la conclusión de un mensaje más largo. En 1903, según una carta enviada al entonces director John Yule Mackay, el presidente y el comité de la rama grecorromana votaron para presentar el papiro al University College, Dundee, que se reorganizó como la Universidad de Dundee en 1967.  Es el único de los Papiros de Oxirrinco que forma parte de la colección de la universidad (número de referencia MS 142/1, anteriormente MS 15/29), donde es conservado por los servicios de archivos residentes y está montado en cristal. A partir de 2006, P. Oxy. 581 es el elemento más antiguo del registro de la institución. El documento ha aparecido en una breve historia de R. A. Coles del Museo Ashmolean en 1998, una descripción del fondo por la archivista adjunta de Dundee, Caroline Brown, en junio de 2003, así como una traducción de las cartas de Oxirrinco del clasicista Amin Benaissa, miembro de Lady Margaret Hall, Oxford, en 2009. Todavía no se han hecho copias conocidas del documento original.

## Transcripción
[ ] . .

[ ]ειν

[ ]

[ ] . . [ . ]ς̣

[ ... ] . [ . ]  ̣[  ̣]  ̣ε̣ως̣ ὡ̣ς̣ (ἐτῶν) .(.) 

ἧς ἐπρίατο παρὰ τοῦ

ἑα̣(υτ ) [ὁ]μ̣ογνησ̣ί̣ου ἀδελ(φοῦ)

Δη̣μ̣ᾶτ(ος) τῶν ἀπὸ τῆς α(ὐτῆς)

πόλε(ως) δ(ιὰ) τοῦ ἐν Ὀξ(υρύγχων) πόλ(ει)

ἀγορανομείου τῶι Καισαρε̣(ίῳ)

[μ]η̣νὶ τοῦ ἐνε(στῶτος) ἔτους

χα(λκοῦ) (ταλάντων) ι Γ´. vac. ? ἔρρω(σο). (ἔτους) β

Αὐτοκράτορος Καίσαρος

Νέρουα Τραιανοῦ Σεβα(στοῦ)

Γερμανικοῦ μη(νὸς) Καισαρε̣(ίου)

ἐπα[γομ(ένων)] ϛ. (m. 2) Κλήμης

χρη̣μά(τισον).
... e

... s

'... de 8 años (?), a

quien compró de

su hermano de sangre

Demas, de la misma

ciudad, a través de la ciudad de Oxirrinco en la

oficina notarial agoranomeion en el mes de 

del presente año,

por 10 talentos 3000 [dracmas] de bronce. Despedida.' 'Año 2 del

Emperador César

Nerva Trajano Augusto

Germánico, mes de César,

día intercalar 6.' [Segunda mano] 'Clemente:

regístralo'.

## Análisis

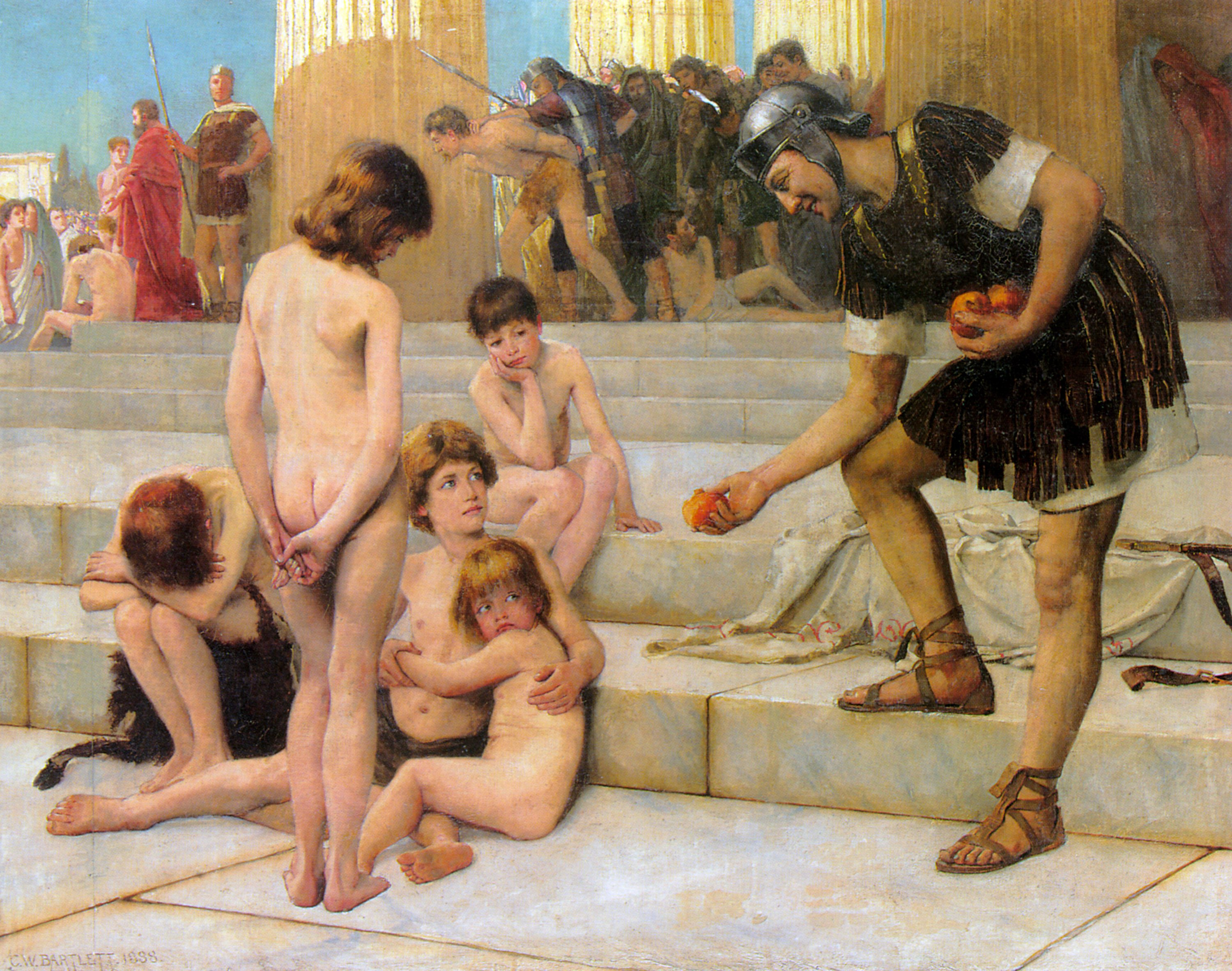
Jóvenes esclavas representadas en los Cautivos en Roma por Charles W. Bartlett, 1888.

P. Oxy. 581 probablemente documenta un registro para la venta de un esclavo en el agoranomeion de Oxirrinco, «oficina notarial».  Compuesta por diez magistrados conocidos como agoranomi, estas instituciones eran conocidas en el mundo grecorromano como supervisores de arbitraje en los mercados, zonas residenciales y puertos de embarque de una ciudad. Sin embargo, en los asentamientos egipcios como Oxirrinco, su principal objetivo era más bien el mantenimiento de registros y la preservación de los contratos privados.
Por consiguiente, según Benaissa, todos los Papiros de Oxirrinco que implican el agoranomeión se pueden clasificar en tres grupos: 
- (I) notificaciones de cesión o hipoteca de tierras
- (II) órdenes de registrar la venta o hipoteca de casas y otros bienes inmuebles o la venta de esclavos
- (III) órdenes de conceder manumisión a los esclavos ...[17]

El papiro Oxirrinco 581, pertenece a la segunda categoría y se refiere al intercambio de una joven esclava, probablemente de ocho años de edad, entre un tal Demas y su hermano sin nombre. De hecho, las mujeres constituían aproximadamente dos tercios de la población esclava del Egipto romano en general, muchas criadas como expósitos en familias ciudadanas y documentadas en los censos contemporáneos.
La fecha exacta del documento, 29 de agosto del 99 d. C., puede ser extraída de las líneas 12-16. El segundo año del reinado del  emperador Trajano fue el año 99, con «August», llamado así por el emperador romano inaugural Augusto, constituyendo el «mes de César»; finalmente, el sexto día intercalado del calendario copto se traduce en el 29 del mes según el calendario romano juliano.

### Significado monetario
El documento que describe una transacción basada en la esclavitud está confirmado por la lista de precios de «10 talentos 3000 (dracmas) de bronce», considerada como un cargo estándar para los jóvenes de Oxirrinco en los comentarios de los académicos J. David Thomas y William Linn Westermann, citando respectivamente al P. Oxy. 2856 y P. Oxy. 48 como ejemplos comparables. De lo contrario, P. Oxy. 581 se destaca por una «omisión accidental», en la que las 3.000 dracmas de bronce no fueron convertidas para mostrar su valor equivalente en plata, simplemente enumerando «talentos». Dado que el bronce era una moneda esencialmente obsoleta en el año 99, esto ha sido considerado un error particularmente inusual. La declaración de las ventas de esclavos era un requisito esencial para el registro en el agoranomeion, que también supervisaba los impuestos sobre la transferencia de activos.
El notario en este caso, un tal Cecilio Clemente, está registrado de manera similar en otros cuatro Papiros de Oxirrinco como un funcionario no especificado que registra las transacciones en un plazo aproximado de 14 años (86 - 100): P. Oxy. 241 se refiere al pago de una hipoteca, P. Oxy. 338 y P. Oxy. 340 describen la venta de una vivienda, y P. Oxy. 4984 documenta la presentación de un acuerdo de préstamo.